# 5. juni Folkeforening
5. juni Folkeforening, var en dansk politisk förening.
Föreningen stiftades 1863 under namnet Østifternes Folkeforening av Jens Andersen Hansen och hans närmaste anhängare som en efterföljare till Bondevennernes selskab och med liknande ändamål som detta. Efter striden om grundlagsrevisionen 1865–1866 antog den namnet 5. juni Folkeforening. Hansen var dess ordförande till sin död 1877, då han efterträddes av Carl Christian Alberti.